# Rodney Cairo (voetballer)
Rodney Cairo (Paramaribo, Suriname, 18 mei 1975) is een Surinaams - Nederlandse voetballer.
Cairo maakte zijn debuut op 26 september 1999 in de wedstrijd FC Den Bosch - FC Utrecht (3-2) voor FC Utrecht. De club had hem weggeplukt bij zondaghoofdklasser ADO '20. De spits kwam in zijn eerste seizoen, het seizoen 1999/00, tot 25 wedstrijden en twee goals. In zijn tweede seizoen in Utrecht mocht de aanvaller 1 competitieduel afwerken. Het volgende seizoen stapte Cairo over naar SC Cambuur. In Leeuwarden bleef hij maar tot één seizoen en vertrok het jaar erop naar FC Emmen. In het seizoen 2004/05 stapte hij over naar TOP Oss. Ook bij TOP Oss bleef Cairo één seizoen, waarna hij voor Haarlem ging voetballen. Na drie seizoenen verlengde die club zijn contract niet en keerde Cairo terug naar de amateurs. Van medio 2009 tot aan het faillissement van de club op 23 maart 2012 speelde hij voor vv Young Boys uit Haarlem.